# Diglossa cyanea
El pinchaflor enmascarado (en Ecuador)  (Diglossa cyanea), también denominado picaflor de antifaz o diglosa de antifaz (en Colombia), roba néctar de antifaz (en Venezuela, pincha-flor enmascarado (en Perú) o  diglosa enmascarada, es una especie de ave paseriforme de la familia Thraupidae, perteneciente al numeroso género Diglossa. Es nativo de regiones andinas y montañosas adyacentes del norte, noroeste y oeste de América del Sur. 

## Distribución y hábitat
Se distribuye de forma disjunta en la cordillera de la Costa del norte de Venezuela; en la Serranía del Perijá, en la frontera noreste de Colombia - noroeste de Venezuela; y  a lo largo de la cordillera de los Andes, desde el oeste de Venezuela, por las tres cadenas de Colombia, Ecuador, Perú, hasta el oeste de Bolivia (oeste de Santa Cruz).
Esta especie es ampliamente diseminada y generalmente común, especialmente hacia el norte de Ecuador, en sus hábitats naturales: las selvas húmedas montanas y sus bordes y bosques arbustivos, en altitudes entre 2000 y 3500 m.

## Descripción
Es un ave pequeña que habita en los bosques y matorrales andinos, a pesar de tener un plumaje vistoso puede pasar desapercibido, ya que vive en medio e una espesa vegetación, y también porque vuela generalmente por la copa de los árboles, cuando se tiene la oportunidad de observarlo se puede ver su "antifaz" negro y sus brillantes ojos.

## Alimentación
A diferencia de la mayor parte de las especies del género Diglossa que se alimentan sobre todo de néctar, el pinchaflor enmascarado muestra una marcada preferencia por los frutos silvestres, los cuales componen una buena parte de su dieta. Frutos, por ejemplo de las siguientes especies:
- Tunos Miconia spp – por ejemplo M. ligustrina.
- Zarzamoras, Rubus spp – por ejemplo R. robustus.
- Arrayán, Myrcianthes leucoxyla.

También consume néctar de flores, por ejemplo de las siguientes especies:
- Uva camarona Macleania rupestris.
- Uva de anís Cavendishia bracteata.
- Pegamosco Bejaria resinosa.
- Mortiño Vaccinium floribundum.
- Eucalipto Eucalyptus globulus.
- Gaque Clusia multiflora.
- Raque Vallea stipularis.
- Tuno roso Axinaea macrophylla.
- Zarcillejo morado Brachyotum strigosum.

## Reproducción
Su nido es en forma de cuenco, hecho de musgos, pasto seco y plumas, colocado sobre un arbusto protegido.

## Sistemática

### Descripción original
La especie D. cyanea fue descrita por primera vez por el ornitólogo francés Frédéric de Lafresnaye en 1840 bajo el nombre científico Uncirostrum cyaneum; su localidad tipo es: «Santa Fé de Bogotá, Colombia».

### Etimología
El nombre genérico femenino Diglossa proviene del griego «diglōssos» que significa de lengua doble, que habla dos idiomas; y el nombre de la especie «cyanea» proviene del latín  «cyaneus»: azul oscuro, azul marino.

### Taxonomía
La especie Diglossa caerulescens fue descrita e incluida en un género monotípico Diglossopis, al cual posteriormente se incorporaron otras tres especies, la presente, D. glauca y D. indigotica; sin embargo, los datos genético-moleculares de ADNmt indican que dicho grupo no es monofilético, a pesar del color azul predominante en todas.
Los amplios estudios filogenéticos recientes demuestran que la presente especie es hermana de Diglossa caerulescens y el par formado por ambas es hermano de D. glauca.

### Subespecies
Según las clasificaciones del Congreso Ornitológico Internacional (IOC) y Clements Checklist/eBird v.2019 se reconocen cinco subespecies, con su correspondiente distribución geográfica:
- Diglossa cyanea cyanea (Lafresnaye), 1840 – Andes del oeste de Venezuela, Colombia y Ecuador.
- Diglossa cyanea tovarensis J.T. Zimmer & Phelps, Sr, 1952 – cordillera de la Costa del norte de Venezuela (Aragua hasta el Distrito Federal)
- Diglossa cyanea obscura Phelps, Sr & Phelps, Jr, 1952 – Serranía del Perijá.
- Diglossa cyanea dispar J.T. Zimmer, 1942 – Andes del suroeste de Ecuador al noroeste de Perú.
- Diglossa cyanea melanopis Tschudi, 1844 – Andes de Perú y noroeste de Bolivia.